# 本城バスストップ (鹿児島県)
本城バスストップ（ほんじょうバスストップ）は、鹿児島県鹿児島市本城町にある九州自動車道（東九州自動車道との重複区間）のバス停。2008年現在ではこのバス停に停車する高速バスは存在せず、西日本高速道路（NEXCO西日本）の管理用施設に転用されている。
かつては南国交通、鹿児島中央駅前 － 姶良ニュータウン間の路線バス（現在は廃止）が停車していた。

## 隣
E3 九州自動車道（東九州自動車道）
(26)姶良IC - (BS)本城BS - (27)薩摩吉田IC